# Marszałkowie Francji

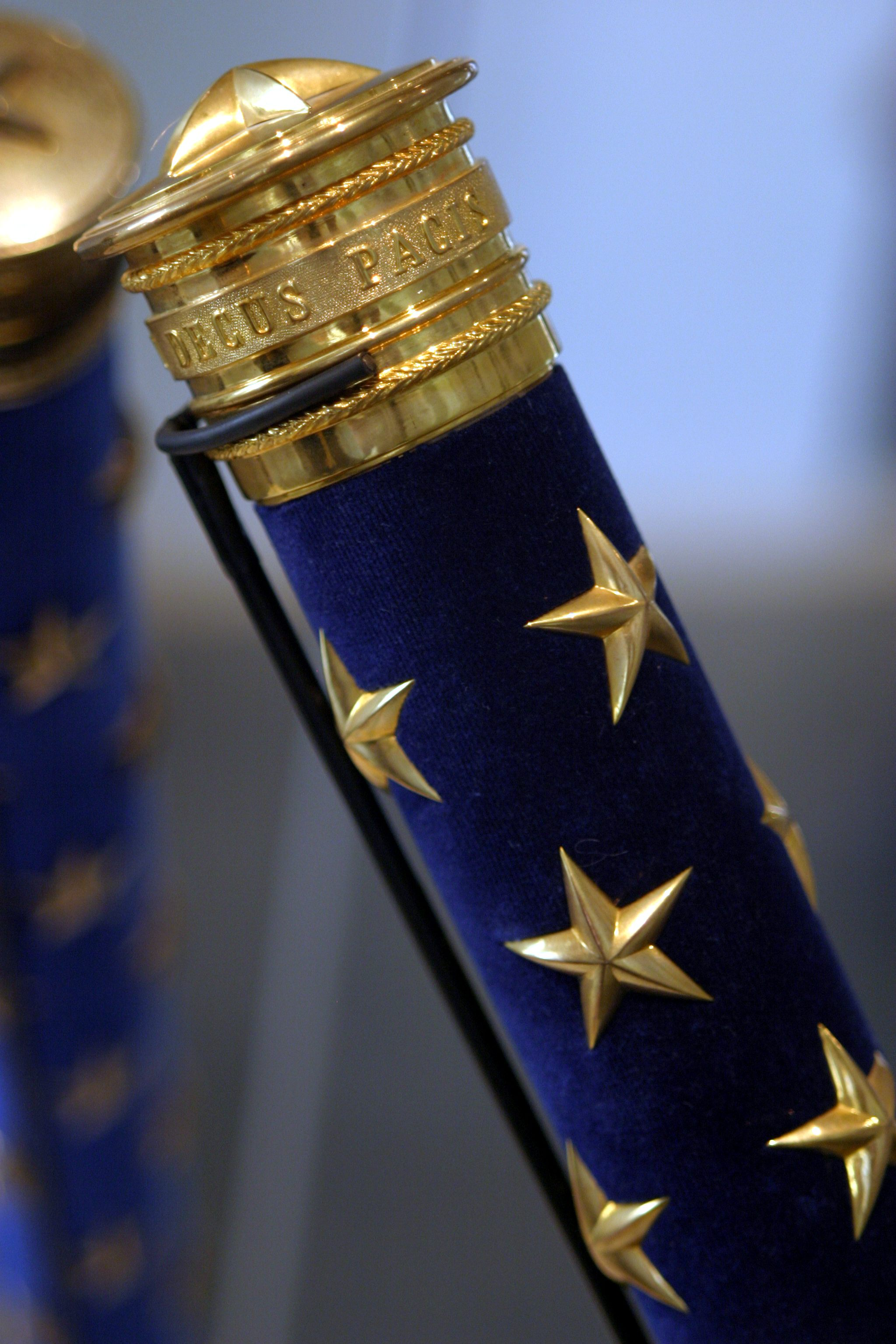
Laska marszałkowska marszałka Francji za II wojnę światową z paryskiego Muzeum Armii

Marszałek Francji (fr. Maréchal de France) – francuski tytuł oficerski, jeden z ośmiu tytułów Wielkich Oficerów Korony Francuskiej. Współcześnie jest to tytuł przyznawany generałom za wybitne zasługi w czasie wojen. Odpowiednik stopnia wojskowego marszałka w innych armiach świata.

## Historia
Nazwa wywodzi się od tytułu Marescallus Franciae, stworzonego przez Filipa II Augusta i nadanego ok. 1185 Albéricowi Clément, który stał się pierwszym marszałkiem Francji. W czasach napoleońskich tytuł istniał pod nazwą Marszałka Cesarstwa (fr. Maréchal d’Empire).
We współczesnej Francji marszałek nie jest stopniem wojskowym. Nadawany jest jako tytuł uznaniowy generałom za szczególne osiągnięcia i zasługi. Oznaką tytułu jest laska marszałkowska (fr. bâton de maréchal) koloru niebieskiego, która zdobiona początkowo była złotymi liliami, później, za czasów cesarstwa – złotymi orłami, a obecnie gwiazdami. Oznaczeniem tytułu na mundurze jest siedem pięcioramiennych gwiazd noszonych współcześnie na naramienniku (dawniej na rękawie munduru).
Poniżej znajduje się pełna lista marszałków Francji.

Gwiazdki marszałkowskie
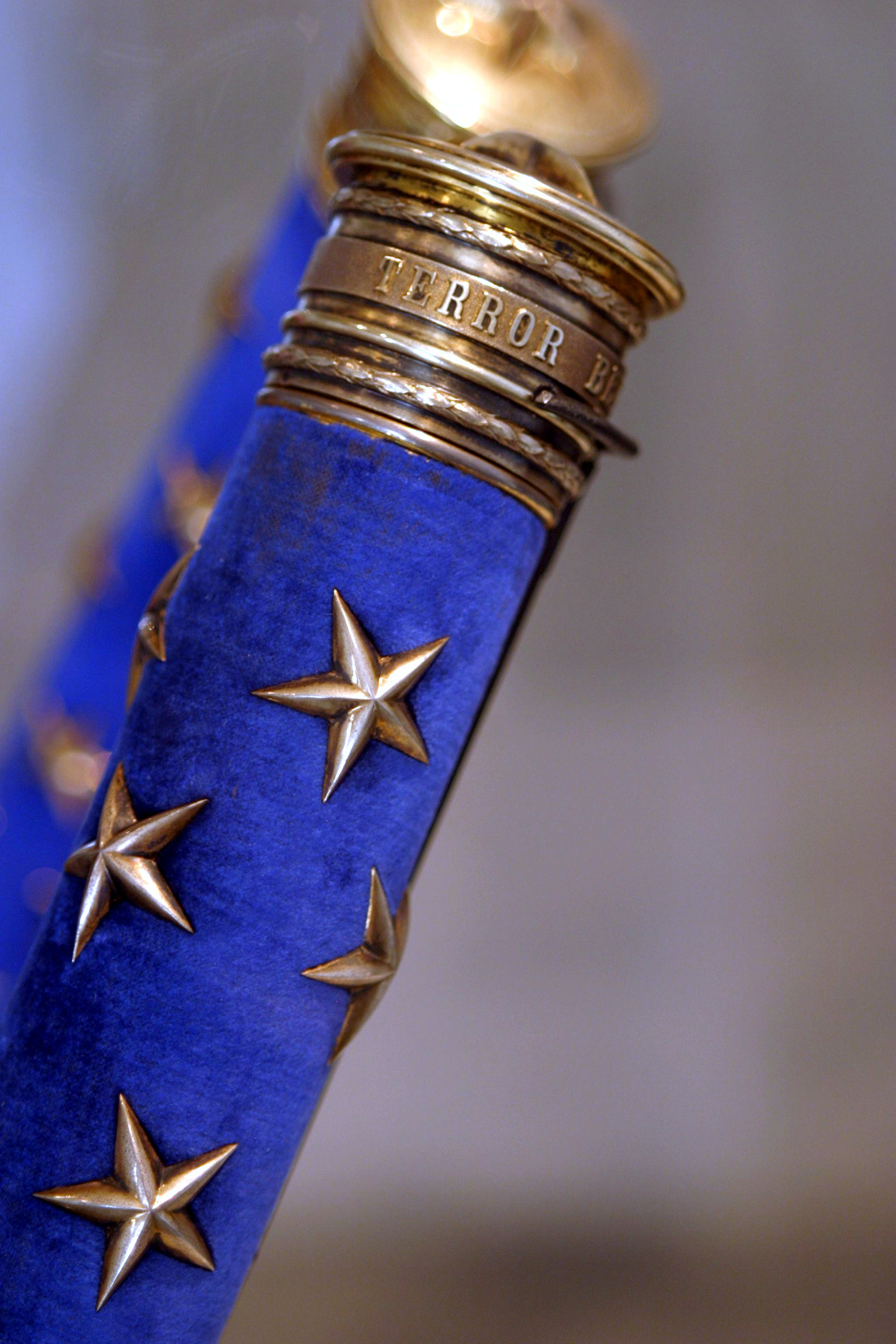
Terror belli...
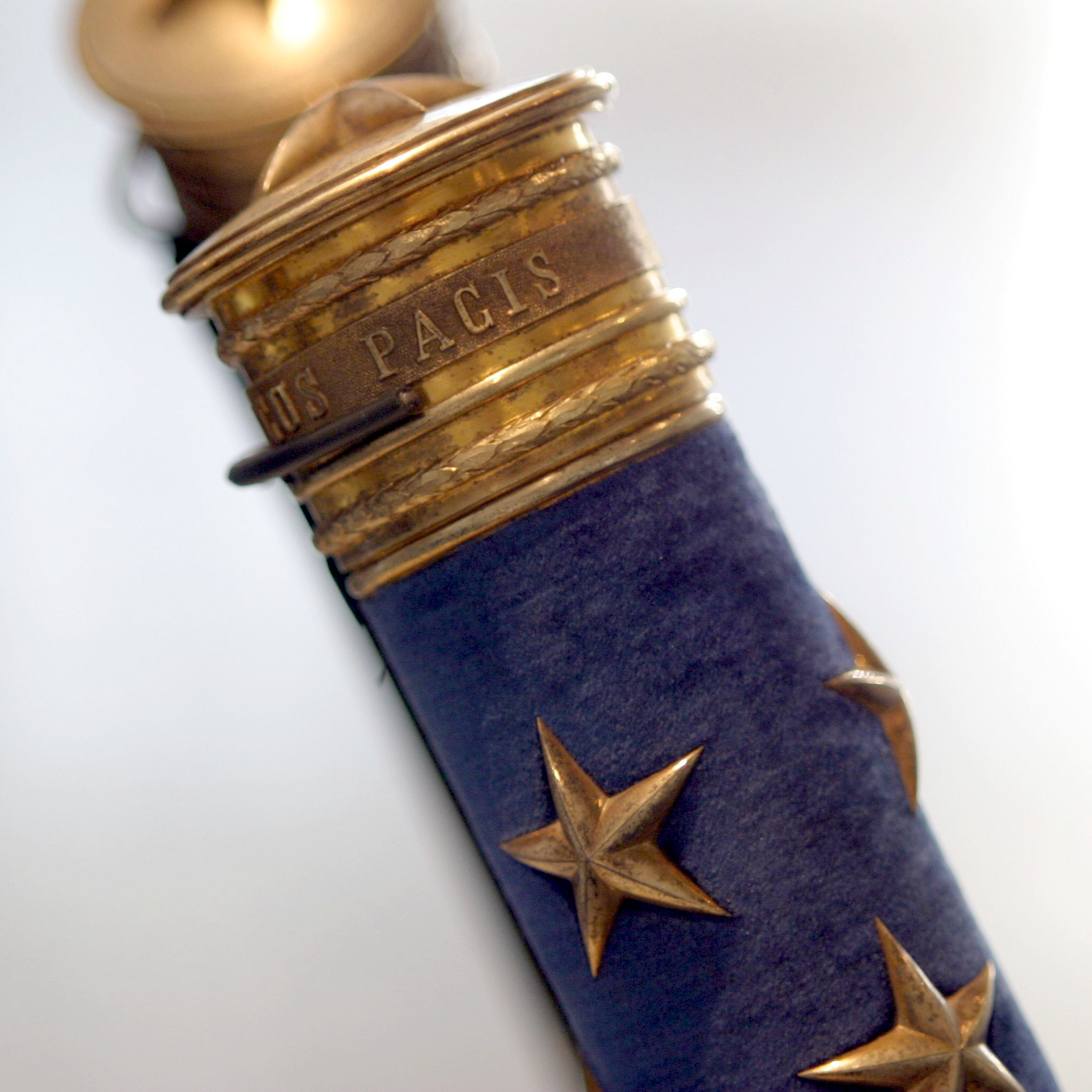
... decus pacis

## Kapetyngowie

### Marszałkowie zaFilipa II Augusta, 1180–1223
- 1185 – Albéric Clément (zm. 1191), pan na Mez, pierwszy Marszałek Francji
- ok. 1192 – Guillaume de Bournel (zm. 1195)
- 1202 – Nivelon d’Arras (zm. 1204)
- ok. 1204 – Henri I Clément (ur. 1170, zm. 1214), pan na Mez
- 1214 – Jean III Clément (zm. 1262), pan na Mez i Argentan
- 1220 – Guillaume de La Tournelle

### Marszałkowie zaLudwika IX Świętego, 1226–1270
- 1237 – Ferry Pasté (zm. 1247), pan na Challeranges
- 1250 – Jean de Beaumont (zm. 1257)
- 1257 – Gauthier III de Nemours (zm. 1270), pan na Nemours
- 1262 – Henri II Clément (zm. 1265), pan na Mez i Argentan
- 1265 – Héric de Beaujeu (zm. 1270)
- 1265 – Renaud de Précigny (zm. 1270)
- 1270 – Raoul II de Sores (zm. 1282)
- 1270 – Lancelot de Saint-Maard (zm. 1278)

### Marszałkowie zaFilipa III Śmiałego, 1270–1285
- ok. 1278 – Ferry de Verneuil
- ok. 1282 – Guillaume V du Bec-Crespin
- 1283 – Jean II Le Preux (zm. 1302), pan na Harcourt, zdymisjonowany 1295
- 1285 – Raoul V Le Flamenc

### Marszałkowie zaFilipa IV Pięknego, 1285–1314
- 1288 – Jean de Varennes
- 1290 – Simon de Melun (zm. 1302)
- 1292 – Guy I de Clermont (zm. 1302)
- 1302 – Foucaud du Merle, zdymisjonowany 1308
- 1302 – Miles VI de Noyers (zm. 1350)
- 1308 – Jean de Corbeil (zm. 1318)

### Marszałkowie zaLudwika X Kłótliwego, 1314–1316
- 1315 – Jean IV de Beaumont (zm. 1318)

### Marszałkowie zaFilipa V Wysokiego, 1316–1322
- 1318 – Mathieu de Trie (zm. 1344)
- 1318 – Jean des Barres (zm. 1324)
- 1326 – Bernard VI de Moreuil

### Marszałkowie zaKarola IV Pięknego, 1322–1328
- 1328 – Robert VII Bertrand (zm. 1347), pan na Briquebec, zdymisjonowany 1344

## Walezjusze

### Marszałkowie zaFilipa VI Walezjusza, 1328–1350
- 1339 – Anseau de Joinville (1265–1343)
- 1343 – Charles I de Montmorency (zm. 1381), zdymisjonowany 1347
- 1344 – Robert de Waurin (zm. 1360), pan na Saint-Venant
- 1345 – Guy II de Nesle (zm. 1352), pan na Offémont i Mello
- 1347 – Edouard de Beaujeu (1316–1351), pan na Châteauneuf

### Marszałkowie zaJana II Dobrego, 1350–1364
- 1351 – Arnoul d’Audrehem (1300–1370), zdymisjonowany 1368
- 1352 – Roch d’Hanguest (zm. 1352)
- 1352 – Jean de Clermont (1297–1356), pan na Beaumont,
- 1356 – Jean I Le Meingre (1310–1367)

### Marszałkowie zaKarola V Mądrego, 1364–1380
- 1368 – Jean IV de Mauquenchy (zm. 1391), pan na de Mauquenchy
- 1368 – Louis II de Champagne (1342–1403), hrabia Sancerre, 1397 konstabl Francji

### Marszałkowie zaKarola VI Szalonego, 1380–1422
- 1391 – Jean II Le Maingre (1366–1421)
- 1397 – Jean II de Rieux (1342–1417), pan na Rieux i Rochefort, zdymisjonowany 1417
- 1417 – Pierre de Rieux (1389–1439)
- 1418 – Claude de Beauvoir (1385–1453), pan na Chastellux, wicehrabia Avallon
- 1418 – Jean de Villiers de L’Isle-Adam (1384–1437)
- 1418 – Jacques de Montberon (zm. 1422), pan na Engoumois
- 1421 – Gilbert Motier de La Fayette (1396–1464)
- 1422 – Antoine de Vergy (zm. 1439)
- 1422 – Jean de La Baume (zm. 1435), hrabia Montrevel-en-Bresse

### Marszałkowie zaKarola VII Walezjusza, 1422–1461
- 1424 – Amaury de Séverac (zm. 1427), pan na Beaucaire i Chaude-Aigues
- 1426 – Jean I de Brosse (1375–1433), baron Boussac i Sainte-Sévère
- 1429 – Gilles de Rais (1404–1440)
- 1439 – André de Laval-Montmorency (1411–1486), pan na Lohéac i Retz
- 1441 – Philippe de Culant (zm. 1454), pan na Jaloignes, Croisette, Saint-Armand i Chalais
- 1454 – Jean Poton de Xaintrailles (1390–1461)

### Marszałkowie zaLudwika XI, 1461–1483
- 1461 – Jean de Lescun (zm. 1473), hrabia Comminges
- 1461 – Joachim Rouault de Gamaches (zm. 1478), pan na Boismenard
- 1464 – Wolfart VI van Borselleen (zm. 1487), pan na Vère w Holandii, hrabia Boucan i Écosse
- 1476 – Pierre de Rohan de Gié (1451–1514), pan na Rohan

### Marszałkowie zaKarola VIII Walezjusza, 1483–1498
- 1483 – Philippe de Crèvecoeur (1418–1494)
- 1486 – Jean de Baudricourt (zm. 1499), pan na Choiseul i Bailli de Chaumont

### Marszałkowie zaLudwika XII, 1498–1515
- 1499 – Jean-Jacques Trivulce (1448–1518), markiz Vigevano
- 1506 – Charles II d’Amboise de Chaumont (1473–1511), pan na Chaumont, Meillan i Charenton
- 1511 – Odet de Foix de Lautrec (1485–1528), wicehrabia Lautrec
- 1514 – Robert Stuart d’Aubigny (1470–1544), hrabia Lennox

### Marszałkowie zaFranciszka I Walezjusza, 1515–1544
- 1515 – Jacques II de Chabannes (1470–1525), pan na La Palice
- 1516 – Gaspard I de Coligny (zm. 1522), pan na Châtillon
- 1518 – Thomas de Foix-Lescun (zm. 1525)
- 1522 – Anne de Montmorency (1492–1567), od 1538 konetabl Francji
- 1526 – Robert III de La Marck (1491–1536), diuk Bouillon
- 1526 – Théodore Trivulce (1456–1531)
- 1538 – Claude d’Ailly (1500–1552), pan na Annebaut
- 1538 – René de Montjean (zm. 1539)
- 1542 – Oudard du Biez (zm. 1553)
- 1544 – Antoine de Lettes-Desprez (zm. 1544), pan na Montpezat
- 1544 – Giovanni Caracciolo (1480–1550), książę Melphes

### Marszałkowie zaHenryka II Walezjusza, 1547–1559
- 1547 – Robert IV de La Marck (1520–1556), diuk Bouillon i książę Sedan
- 1547 – Jacques d’Albon de Saint-André (zm. 1562), markiz Fronsac
- 1550 – Charles I de Cossé (1505–1563), hrabia Brissac
- 1555 – Pietro Strozzi (1500–1558)
- 1558 – Paul de La Barthe (1482–1562), pan na Termes

### Marszałkowie zaFranciszka II Walezjusza, 1559
- 1559 – François de Montmorency (1530–1579)

### Marszałkowie zaKarola IX Walezjusza, 1560–1574
- 1562 – François de Scépeaux (1510–1571), pan na Vieilleveille
- 1564 – Imbert de La Platière (1524–1567), pan na Bourdillon
- 1567 – Henri I de Montmorency (1534–1614), pan na Damville, diuk Montmorency, hrabia Dammartin i Alais, baron Chateubriant, pan na Chantillu i Ecouen, 1593 konstabl Francji
- 1567 – Artus de Cossé-Brissac (1512–1582), pan na Gonnor, hrabia Secondigny
- 1570 – Gaspard de Saulx (1505–1573), pan na Tavannes
- 1572 – Honorat II de Savoie (1509–1580), markiz Villars
- 1573 – Albert de Gondi (1522–1602), diuk Retz

### Marszałkowie zaHenryka III Walezego, 1574–1589
- 1574 – Roger de Saint-Lary (1525–1579), pan na Bellegarde
- 1574 – Blaise de Lasseran de Massencôme (1500–1577), pan na Montluc
- 1577 – Armany de Gontaut (1524–1592), baron Biron
- 1579 – Jacques II de Goyon de Matignon (1525–1597), sire Matignon i Lasparre, hrabia Thorigny, książę Mortagne nad Gironde
- 1579 – Jean VI d’Aumont (1522–1595), baron Estrabonne, hrabia Châteauroux
- 1582 – Guillaume de Joyeuse (1520–1592), wicehrabia Joyeuse, pan na Saint-Didier, Laudun, Puyvert i Arques
- ???? – Charles II de Cossé (1550–1621), diuk Brissac

## Burbonowie

### Marszałkowie zaHenryka IV Burbona, 1592–1602
- 1592 – Henri de la Tour d’Auvergne (1555–1623), wicehrabia Turenne, książę Bouillon
- 1594 – Charles de Gontaut (1562–1602), diuk Biron
- 1594 – Claude de La Châtre (1536–1614), baron Maisonfort
- 1594 – Jean de Montluc de Balagny (1560–1603)
- 1595 – Jean de Beaumanoir (1551–1614), markiz Lavardin, hrabia Nègrepelisse
- 1596 – Henri de Joyeuse (1567–1608)
- 1597 – Urbain de Montmorency-Laval (1557–1629), markiz Sablé
- 1597 – Alfons d’Ornano (1548–1610)
- 1597 – Guillaume d’Hautemer (1537–1613), hrabia Grancey
- 1608 – François de Bonne (1543–1626), diuk Lesdiguières

### Marszałkowie zaLudwika XIII, 1613–1643
- 1613 – Concino Concini (1575–1617), markiz Ancre
- 1614 – Gilles de Courtenvaux (1542–1626), markiz Souvré
- 1614 – Antoine de Roquelaure (1543–1623), baron Roquelaure
- 1616 – Louis de La Châtre (zm. 1630), baron Maisonfort
- 1616 – Pons de Lauzières-Thémines-Cardillac (1553–1627), markiz Thémines
- 1616 – François de La Grange d’Arquien (1554–1617), pan na Montigny i Séry
- 1617 – Nicolas de L’Hôpital (1581–1644), diuk Vitry
- 1619 – Charles de Choiseul (1563–1626), hrabia Plessis-Praslin
- 1619 – Jean-François de La Guiche (1559–1632), hrabia La Palice
- 1620 – Honoré d’Albert d’Ailly (1581–1649), diuk Chaulnes
- 1620 – François d’Esparbès de Lussan (1570–1628), wicehrabia d’Aubeterre
- 1621 – Charles de Créquy (1578–1638), książę Poix, diuk Lesdiguières
- 1622 – Gaspard III de Coligny (1584–1646), diuk Châtillon
- 1622 – Jacques Nompar de Caumont (1558–1652), diuk La Force
- 1622 – François de Bassompierre (1579–1646), markiz Bassompierre
- 1625 – Henri de Schomberg (1575–1632), hrabia Nanteuil
- 1626 – Jean-Baptiste d’Ornano (1581–1626)
- 1626 – François-Annibal d’Estrées (1573–1670), diuk Estrées
- 1627 – Timoléon d’Espinay (1580–1644), markiz Saint-Luc
- 1629 – Louis de Marillac (1573–1632), hrabia Beaumont-le-Roger
- 1630 – Henri II de Montmorency (1595–1632), diuk Montmorency i Damville, admirał Francji
- 1630 – Jean du Caylar de Saint-Bonnet (1585–1636), markiz Torias
- 1631 – Antoine Coëffier de Ruzé (1581–1632), markiz Effiat
- 1632 – Urbain de Maillé (1597–1650), markiz Brézé
- 1634 – Maximilien de Béthune (1560–1641), diuk Sully
- 1637 – Charles de Schomberg (1601–1656), diuk Halluin
- 1639 – Charles de La Porte (1602–1664), markiz Meilleraye
- 1641 – Antoine III de Gramont (1604–1678), diuk Gramont
- 1642 – Jean-Baptiste Budes (1602–1643), hrabia Guébriant
- 1642 – Philippe de La Mothe-Houdancourt (1605–1657), diuk Cardona
- 1643 – François de L’Hôpital (1583–1660), hrabia Rosnay
- 1643 – Henri de La Tour d’Auvergne-Bouillon (1611–1675), wicehrabia Turenne
- 1643 – Jean de Gassion (1609–1647), hrabia Gassion

### Marszałkowie zaLudwika XIV, 1643–1715
- 1645 – César de Choiseul (1598–1675), diuk Choiseul
- 1645 – Josias Rantzau (1609–1650), hrabia Rantzau
- 1646 – Nicolas de Neufville de Villeroy (1598–1685), diuk Villeroy
- 1649 – Gaspard IV de Coligny (1620–1649), diuk Coligny
- 1651 – Antoine d’Aumont de Rochebaron (1601–1669), diuk Aumont
- 1651 – Jacques d’Estampes (1590–1663), markiz La Ferté-Imbert
- 1651 – Charles de Mouchy (1599–1658), markiz d’Hocquincourt
- 1651 – Henri de La Ferté-Senneterre (1600–1681), diuk La Ferté-Senneterre
- 1651 – Jacques Rouxel de Médavy (1603–1680), hrabia Grancey
- 1652 – Armand Nompar de Caumont(inne języki) (1582–1672), diuk La Force
- 1652 – César-Phoebus d’Albret (1614–1676), hrabia Miossens
- 1652 – Philippe de Clérambault (1606–1665), hrabia La Palluau
- 1653 – Louis de Foucault de Saint-Germain-Beaupré (1616–1659), hrabia Daugnon
- 1658 – Jacques de Mauvisière (1620–1658), markiz Castelnau
- 1658 – Jean de Schulemberg (1597–1671), hrabia Montejeu
- 1658 – Abraham de Fabert (1599–1662), markiz Esternay
- 1668 – François de Créquy (1620–1687), markiz Marines
- 1668 – Bernardin Gigault (1630–1694), markiz Bellefonds
- 1668 – Louis de Crevant (1628–1694), diuk Humières
- 1675 – Godefroy d’Estrades (1607–1686), hrabia Estrades
- 1675 – Philippe de Montaut-Bénac (1619–1684), diuk Navailles
- 1675 – Frédéric-Armand de Schomberg (1615–1690), diuk Schomberg
- 1675 – Jacques-Henri de Durfort (1625–1704), diuk Duras
- 1675 – Louis-Victor de Rochechouart (1636–1688), diuk Mortemart
- 1675 – François d’Aubusson (1625–1691), diuk La Feuillade
- 1675 – François Henri de Montmorency-Bouteville (1628–1695), diuk Piney-Luxembourg
- 1675 – Henri-Louis d’Aloigny (1636–1676), markiz Rochefort
- 1676 – Guy de Durfort (1630–1702), diuk Lorges
- 1681 – Jean II d’Estrées (1624–1707), hrabia Estrées
- 1693 – Claude de Choiseul (1632–1711), markiz Francières
- 1693 – François de Neufville (1644–1730), diuk Villeroy
- 1693 – Jean Armand de Joyeuse (1631–1710), markiz Grandpré
- 1693 – Ludwik Franciszek Boufflers (1664–1711), diuk Boufflers
- 1693 – Anne Hilarion de Tourville (1642–1701), hrabia Tourville
- 1693 – Anne Jules de Noailles (1650–1708), diuk Noailles
- 1693 – Nicolas Catinat (1637–1712), pan na Saint-Gratien
- 1695 – Ludwik Józef de Vendôme (1654–1712), diuk Vendôme
- 1702 – Claude de Villars (1653–1734), diuk Villars
- 1703 – Conrad de Rosen (1628–1715), markiz Rosen
- 1703 – Sébastien Le Prestre de Vauban (1633–1707), markiz Vauban
- 1703 – Noël Bouton de Chamilly (1636–1715), markiz Chamilly
- 1703 – Victor Marie d’Estrées (1660–1737), diuk Estrées
- 1703 – François Louis Rousselet (1637–1716), markiz Château-Renault
- 1703 – Nicolas Chalon du Blé (1652–1730), markiz Huxelles
- 1703 – René de Froullay (1651–1725), hrabia Tessé
- 1703 – Nicolas Auguste de La Baume (1645–1716), markiz Montrevel
- 1703 – Camille d’Hostun (1652–1728), diuk Hostun
- 1703 – Henri d’Harcourt (1654–1718), diuk Harcourt
- 1703 – Ferdinand de Marcin (1656–1706), hrabia Marcin
- 1706 – James Fitz-James (1670–1734), diuk Fitz-James i Berwick-upon-Tweed
- 1708 – Charles Auguste de Goyon(inne języki) (1647–1739), hrabia Matignon
- 1709 – Jacques de Bazin (1646–1733), markiz Bezons
- 1709 – Pierre de Montesquiou(inne języki) (1645–1725), hrabia Artagnan

### Marszałkowie zaLudwika XV, 1715–1774
- 1724 – Victor Maurice de Broglie (1646–1727), hrabia Broglie
- 1724 – Jacques Rouxel (1655–1725), hrabia Garncey i Médavy
- 1724 – Éléonor du Maine (1655–1739), hrabia Bourg
- 1724 – Antoine Gaston de Roquelaure (1656–1738), diuk Roquelaure
- 1724 – Yves d’Alègre (1653–1733), markiz d’Alègre
- 1724 – Louis d’Aubusson (1673–1725), diuk La Feuillade
- 1724 – Antoine V de Gramont (1671–1725), diuk Gramont
- 1730 – Alain Emmanuel de Coëtlogon (1646–1730), markiz Coëtlogon
- 1734 – Christian Louis de Montmorency-Luxembourg (1675–1746), książę Tingry
- 1734 – Charles de Gontaut(inne języki) (1663–1756), diuk Biron
- 1734 – Jacques de Chastenet (1665–1743), markiz Puységur
- 1734 – Claude Bidal (1665–1743), markiz Asfeld
- 1734 – Adrien Maurice de Noailles (1678–1766), diuk Noailles
- 1734 – François de Franquetot(inne języki) (1670–1759), diuk Coigny
- 1734 – François Marie de Broglie (1671–1745), hrabia (później diuk) Broglie
- 1740 – Louis de Brancas de Forcalquier (1672–1750), markiz Céreste
- 1741 – Louis Auguste d’Albert d’Ailly (1675–1744), diuk Chaulnes
- 1741 – Louis Armand de Brinchanteau (1682–1742), diuk Nangis
- 1741 – Louis de Gand de Mérode de Montmorency (1678–1762), książę Isenghien
- 1741 – Jean-Baptiste de Durfot (1684–1778), diuk Duras
- 1741 – Jean-Baptiste François Desmarets (1682–1762), markiz Millebois
- 1741 – Charles Fouquet (1684–1761), diuk Belle-Isle
- 1746 – Maurice de Saxe (1696–1750)
- 1745 – Jean-Baptiste-Louis Andrault (1677–1754), markiz Maulévrier
- 1746 – Claude Testu (1680–1770), markiz Balincourt
- 1746 – Philippe Charles de La Fare (1687–1752), markiz La Fare
- 1746 – François d’Harcourt (1689–1750), diuk Harcourt
- 1747 – Guy de Montmorency (1677–1751), hrabia Montmorency-Laval
- 1747 – Gaspard de Clermont-Tonnerre(inne języki) (1688–1781), diuk Clermont-Tonnerre
- 1747 – Louis Claude de La Mothe-Houdancourt (1687–1755), markiz La Mothe-Houdancourt
- 1747 – Ulrich Friedrich Waldemar von Löwendal (1700–1755), hrabia Löwendal
- 1748 – Louis du Plessis (1696–1788), diuk Richelieu
- 1757 – Jean-Charles de La Ferté (1685–1771), markiz Ferté Senneterre
- 1757 – Jean de Fay (1684–1764), markiz La Tour-Maubourg
- 1757 – Daniel François de Gelas de Voisons d’Ambres (1686–1762), wicehrabia Lautrec
- 1757 – Louis Antoine de Gontaut-Biron(inne języki) (1700–1788), diuk Biron
- 1757 – Charles François Frédéric de Montmorency (1702–1764), diuk Piney-Luxembourg
- 1757 – Louis Le Tellier (1695–1771), diuk d’Estrées
- 1757 – Charles O’Brien de Thomond (1699–1761), hrabia Thomond i Clare
- 1757 – Gaston de Lévis (1699–1757), diuk Mirepoix
- 1758 – Ladislas Ignace Bercheny (1689–1778)
- 1758 – Charles de Rohan(inne języki) (1715–1787), książę Soubise
- 1758 – Hubert de Brienne (1690–1777), hrabia Conflans
- 1758 – Louis Georges de Contades (1704–1795), markiz Contades
- 1759 – Victor-François de Broglie (1718–1804), diuk Broglie
- 1768 – Guy Michel de Durfort de Lorge (1704–1773), diuk Randan
- 1768 – Louis de Brienne de Conflans (1711–1774), markiz Armentières
- 1768 – Jean de Cossé (1698–1780), diuk Brissac

### Marszałkowie zaLudwika XVI, 1774–1792
- 1775 – Anne-Pierre d’Harcourt-Beuvron (1701–1783), diuk Harcourt
- 1775 – Louis de Noailles (1713–1793), diuk Noailles
- 1775 – Antoine Chrétien de Nicolaï (1712–1787), hrabia Nicolai
- 1775 – Charles de Fitz James (1712–1787), diuk Fitz-James
- 1775 – Philippe de Mouchy (1715–1794), diuk Mouchy
- 1775 – Emmanuel-Félicité de Durfort (1715–1789), diuk Duras
- 1775 – Claude de Saint-Germain (1707–1778), hrabia Saint-Germain
- 1775 – Louis Nicolas Victor de Félix d’Ollières (1711–1775), hrabia Muy
- 1783 – Philippe-Henri de Ségur(inne języki) (1724–1801), markiz Ségur
- 1783 – Augustin de Mailly (1708–1794), hrabia Mailly
- 1783 – Henri Bouchard de Lussan (1714–1788), markiz Aubeterre
- 1783 – Charles Juste de Beauveau-Craon (1720–1793), książę Beauvau
- 1783 – Charles Eugène Gabriel de La Croix de Castries (1727–1800)
- 1783 – Guy de Montmorency (1723–1798), diuk Laval
- 1783 – Anne Emmanuel de Croÿ (1718–1787), diuk Croÿ
- 1783 – François Gaston de Lévis (1720–1787), diuk Lévis
- 1783 – Noël de Jourda (1705–1788), hrabia Vaux
- 1783 – Jacques de Choiseul-Stainville (1727–1789), hrabia Choiseul
- 1791 – Nicolas Luckner (1722–1794)
- 1791 – Jean-Baptiste Donatien de Vimeur de Rochambeau (1725–1807)

## I Cesarstwo

### Marszałkowie zaNapoleona I, 1804–1814
- 1804 – Louis-Alexandre Berthier (1753–1815), książę Neufchâtel i Wagram, diuk Valengin
- 1804 – Joachim Murat (1767–1815), król Neapolu, wielki diuk Bergu i Kliwii
- 1804 – Bon Adrien Jeannot de Moncey (1754–1842), diuk Conégliano
- 1804 – Jean-Baptiste Jourdan (1762–1833), hrabia Jourdan
- 1804 – André Masséna (1758–1817), diuk Rivoli, książę Essling
- 1804 – Pierre Augereau (1757–1816), diuk Castiglione
- 1804 – Jean Baptiste Bernadotte (1763–1844), książę Ponte Corvo, następca tronu i król Szwecji jako Karol XIV Jan
- 1804 – Nicolas Jean de Dieu Soult (1769–1851), diuk Dalmacji, od 1847 Główny Marszałek
- 1804 – Guillaume Marie-Anne Brune (1763–1815), hrabia Brune
- 1804 – Jean Lannes (1769–1809), diuk Montebello
- 1804 – Édouard Mortier (1768–1835), diuk Treviso
- 1804 – Michel Ney (1769–1815), diuk Elchingen, książę Moskwy
- 1804 – Louis Nicolas Davout (1770–1823), diuk Auerstedt, książę Eckmühl
- 1804 – Jean-Baptiste Bessières (1768–1813), diuk Istrii
- 1804 – François Christophe Kellermann (1735–1820), diuk Valmy
- 1804 – François Joseph Lefebvre (1755–1820), diuk Gdańska
- 1804 – Catherine-Dominique de Pérignon (1754–1818), markiz Pérignon
- 1804 – Jean Mathieu Philibert Sérurier (1742–1819), hrabia Sérurier
- 1807 – Claude Victor-Perrin (1764–1841), diuk Belluno
- 1809 – Etienne Jacques Joseph Alexandre Macdonald (1765–1840), diuk Tarentu
- 1809 – Auguste Frédéric Louis Viesse de Marmont (1774–1852), ks. Raguzy
- 1809 – Nicolas Charles Oudinot (1769–1847), diuk Reggio
- 1811 – Louis Gabriel Suchet (1770–1826), diuk Albufera
- 1812 – Laurent de Gouvion Saint-Cyr (1764–1830), markiz Gouvion-Saint-Cyr
- 1813 – Józef Poniatowski (1763–1813), książę
- 1815 – Emmanuel de Grouchy (1766–1847), ostatni marszałek mianowany przez Napoleona I

## Burbonowie

### Marszałkowie zaLudwika XVIII, 1816–1823
- 1816 – Pierre Riel de Beurnonville (1752–1821), markiz Beurnonville
- 1816 – Henri Clarke (1765–1818), diuk Feltre
- 1816 – François-Henri de Franquetot(inne języki) (1737–1821), diuk Coigny
- 1816 – Charles du Houx (1734–1827), markiz Viomésnil
- 1823 – Jacques Law (1768–1828), markiz Lauriston
- 1823 – Gabriel Molitor (1770–1849), hrabia Molitor

### Marszałkowie zaKarola X Burbona, 1827–1830
- 1827 – Ludwig Aloys von Hohenlohe-Waldenburg-Bartenstein(inne języki) (1765–1829)
- 1829 – Nicolas Joseph Maison (1771–1840), markiz Maison
- 1830 – Louis de Ghaisne (1773–1846), hrabia Bourmont

## Monarchia lipcowa

### Marszałkowie zaLudwika Filipa I, 1830–1848
- 1830 – Étienne Maurice Gérard (1773–1852)
- 1831 – Bertrand Clausel (1772–1842), hrabia Clauzel
- 1831 – Emmanuel de Grouchy (1766–1847), markiz Grouchy
- 1831 – Georges Mouton (1770–1838), hrabia Lobau
- 1837 – Sylvain Charles Valée (1773–1846), hrabia Valée
- 1840 – François Horace Sébastiani (1772–1851), hrabia Sébastiani
- 1843 – Thomas Robert Bugeaud (1784–1849), markiz La Piconnerie, diuk Isly
- 1843 – Jean-Baptiste Drouet d’Erlon (1765–1844), hrabia Drouet i Erlon
- 1847 – Guillaume Dode (1775–1851), wicehrabia La Brunerie
- 1847 – Honoré Charles Reille (1775–1860), hrabia Reille

## II Republika

### Marszałkowie za prezydentaLudwika Napoleona Bonaparte, 1848–1852
- 1850 – Hieronim Bonaparte (1784–1860), były król Westfalii
- 1851 – Rémy Isidore Exelmans (1775–1852), hrabia Exelmans
- 1851 – Jean Isidore Harispe (1768–1855), hrabia Harispe
- 1851 – Jean-Baptiste Vaillant(inne języki) (1790–1872), hrabia Vaillant
- 1852 – Bernard Pierre Magnan (1791–1865)
- 1852 – Armand Jacques Leroy de Saint-Arnaud(inne języki) (1801–1854)
- 1852 – Esprit Victor Boniface Castellane (1788–1862), markiz Castellane

## II Cesarstwo

### Marszałkowie za cesarzaNapoleona III, 1852–1870
- 1854 – Achille Baraguey d’Hilliers (1795–1878), hrabia
- 1855 – Aimable Pélissier (1794–1864) diuk Malakoff
- 1856 – Pierre Bosquet (1810–1861)
- 1856 – François Certain de Canrobert (1809–1895)
- 1856 – Jacques Louis Randon (1795–1871), hrabia
- 1859 – Adolphe Niel (1802–1869)
- 1859 – Auguste Regnaud de Saint-Jean d'Angely(inne języki) (1794–1870)
- 1859 – Patrice Mac-Mahon (1809–1893), hrabia, diuk Magenta
- 1861 – Filip-Antoni d’Ornano (1784–1863), hrabia
- 1863 – Elie Frédéric Forey (1804–1872)
- 1864 – François Achille Bazaine (1811–1888)
- 1870 – Edmond Le Bœuf (1809–1888)

## III Republika

### Marszałkowie zaRaymonda Poincarégo, 1913–1920
- 1916 – Joseph Joffre (1852–1931)
- 1918 – Ferdinand Foch (1851–1929)
- 1918 – Philippe Pétain (1856–1951)

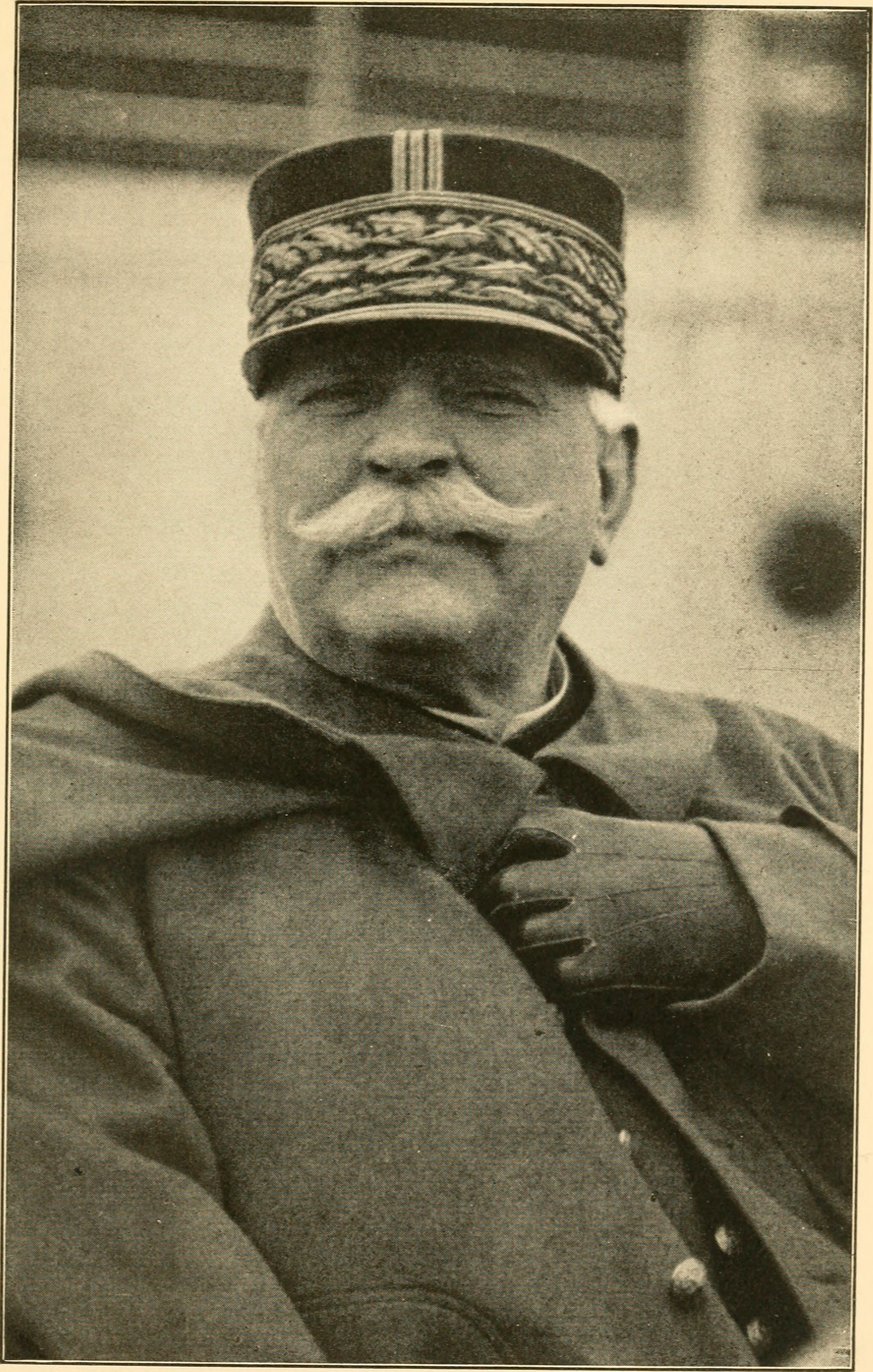
Joseph Joffre
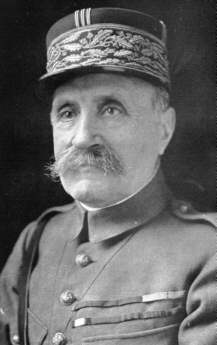
Ferdinand Foch
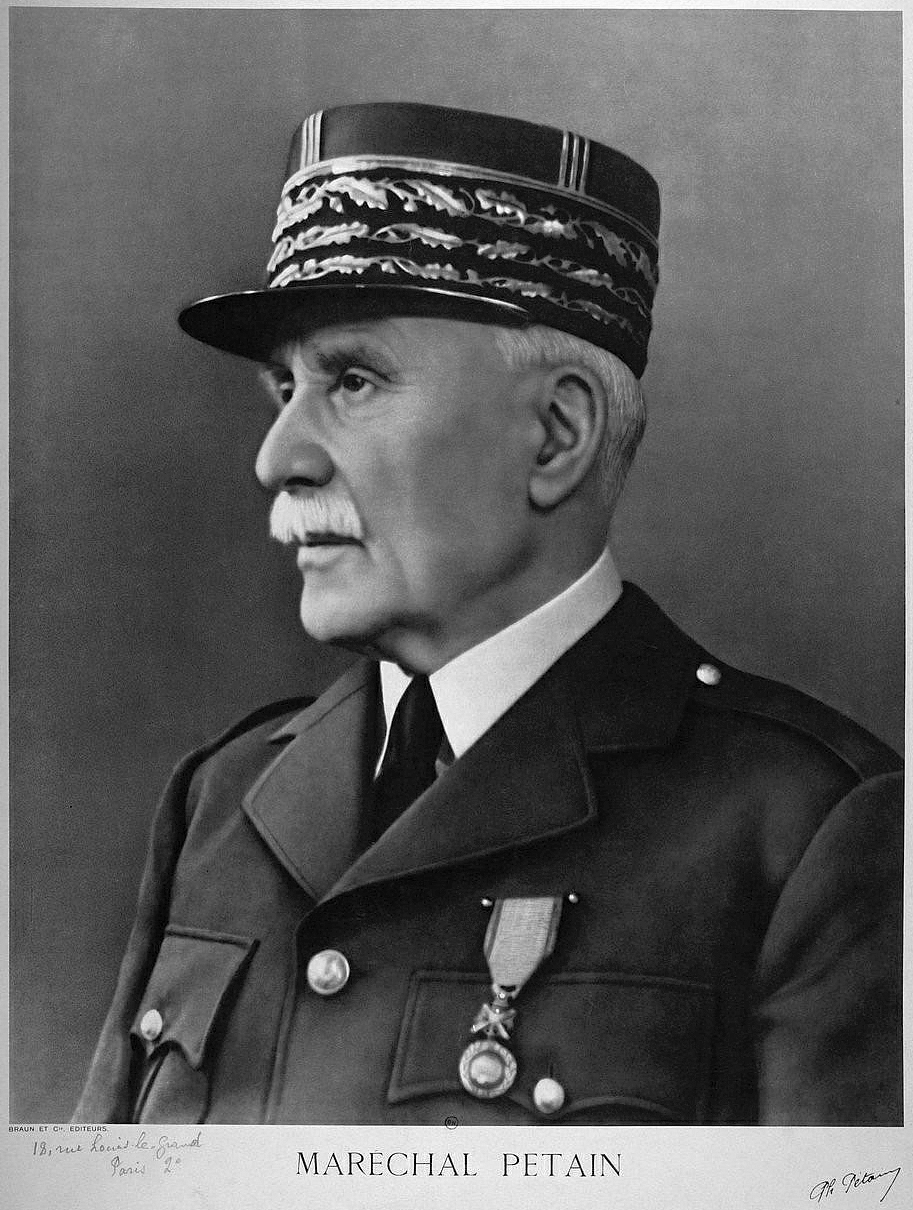
Philippe Petain

### Marszałkowie zaAlexandre’a Milleranda, 1920–1924
- 1921 – Joseph Simon Gallieni (1849–1916), tytuł przyznany pośmietnie
- 1921 – Louis Hubert Gonzalve Lyautey (1854–1934)
- 1921 – Louis Franchet d’Esperey (1856–1942)
- 1921 – Marie Émile Fayolle (1852–1928)
- 1923 – Michel Joseph Maunoury (1847–1923), tytuł przyznany pośmiertnie

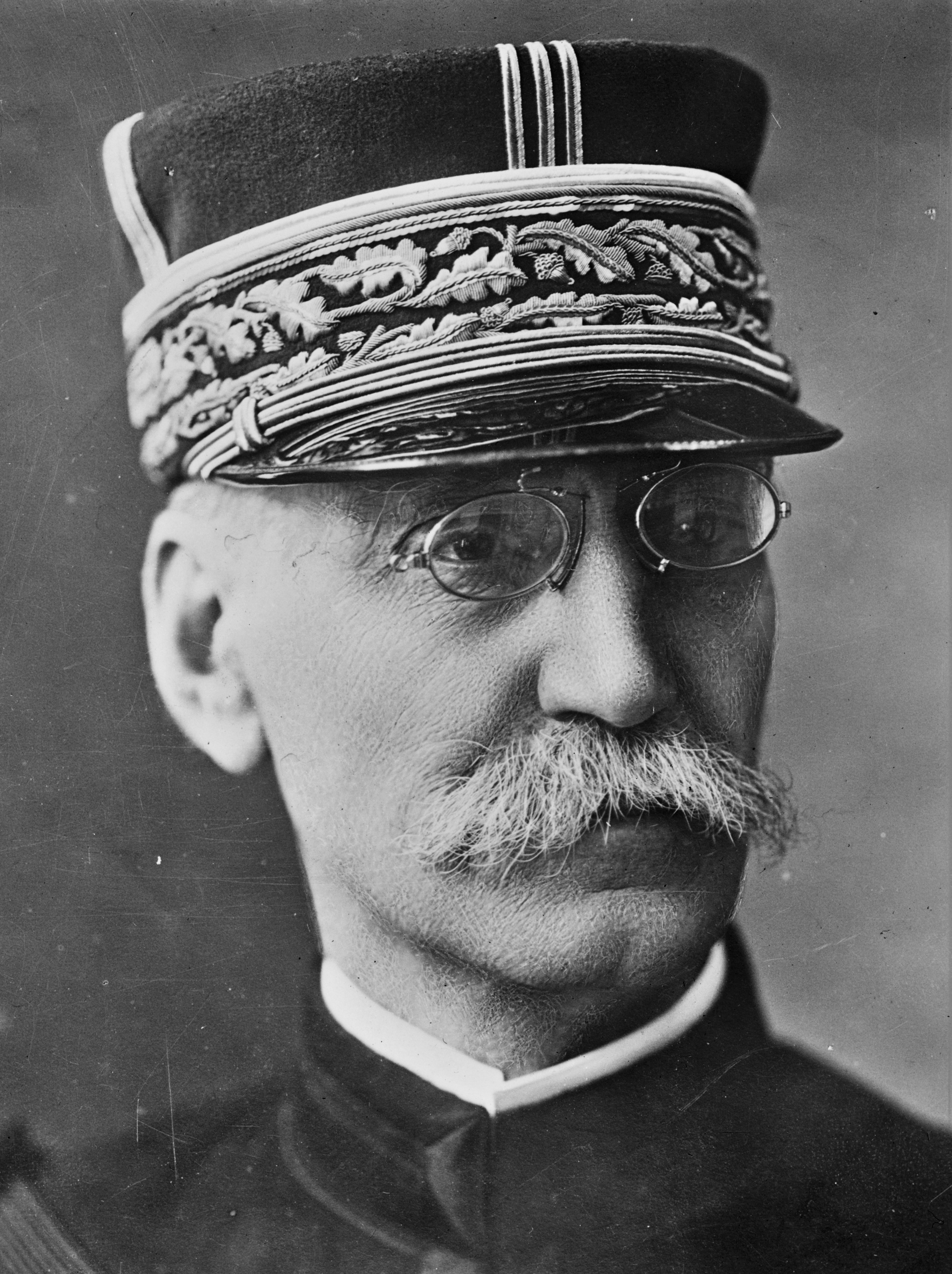
Joseph Gallieni
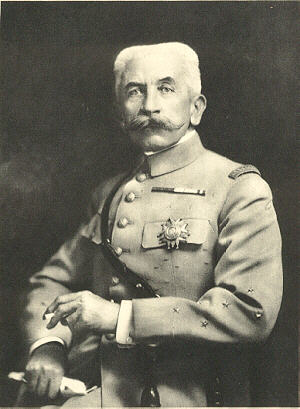
Hubert Lyautey
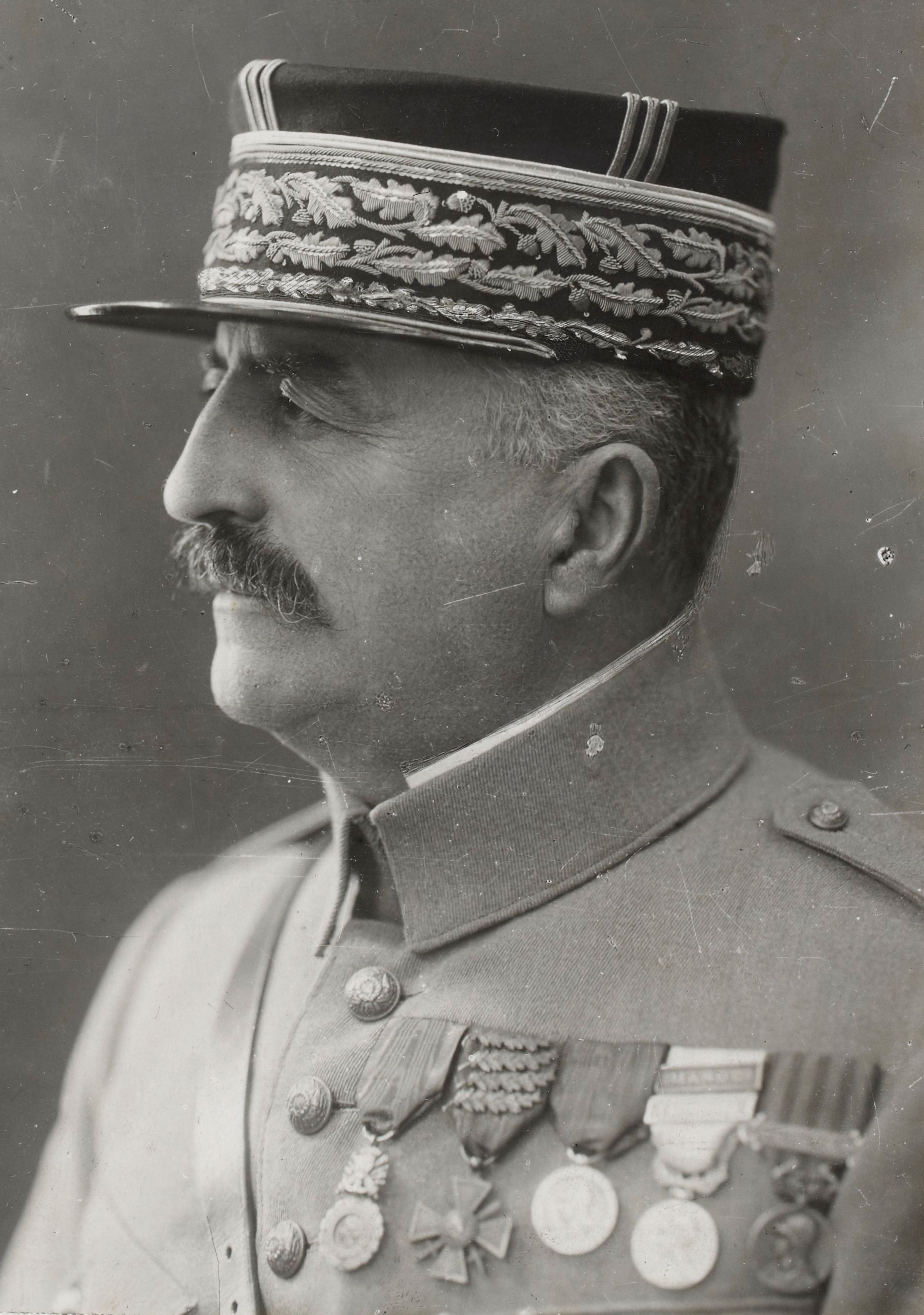
Louis Franchet d’Espèrey
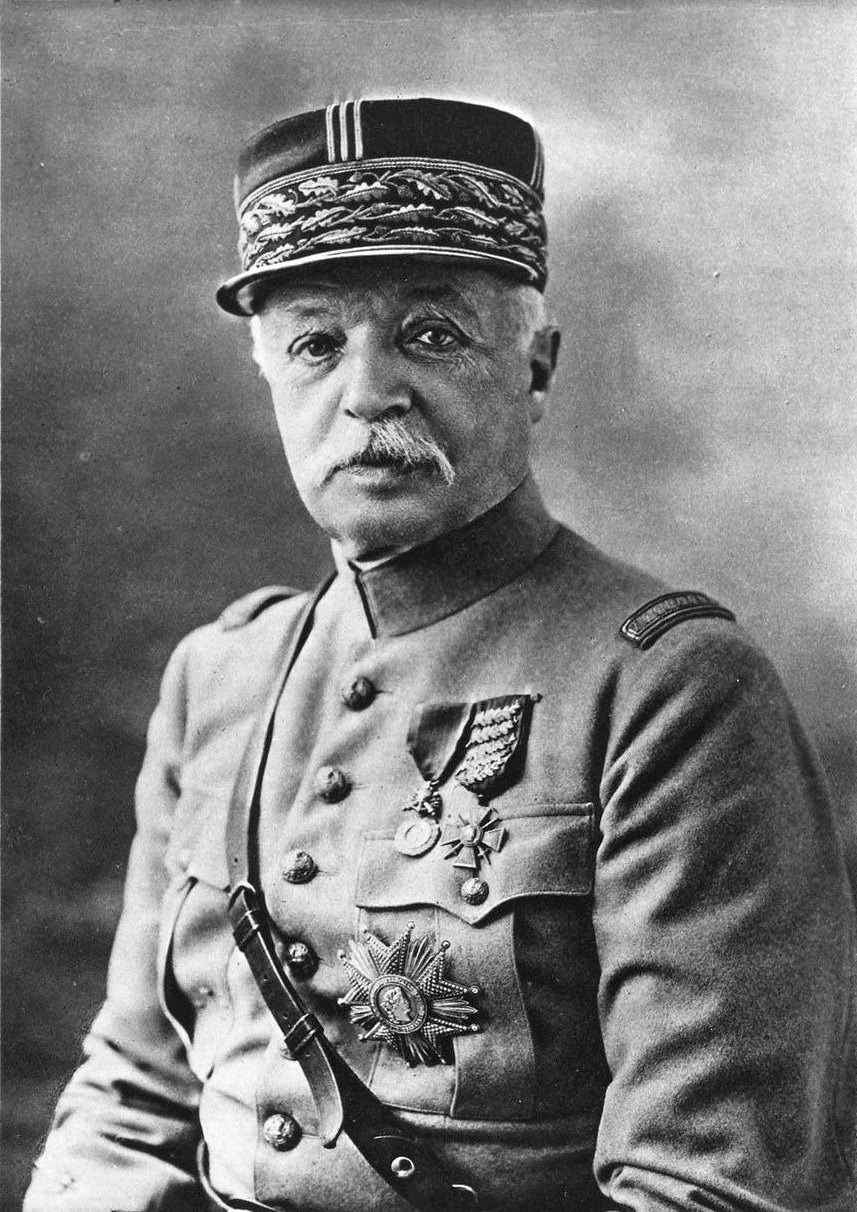
Émile Fayolle
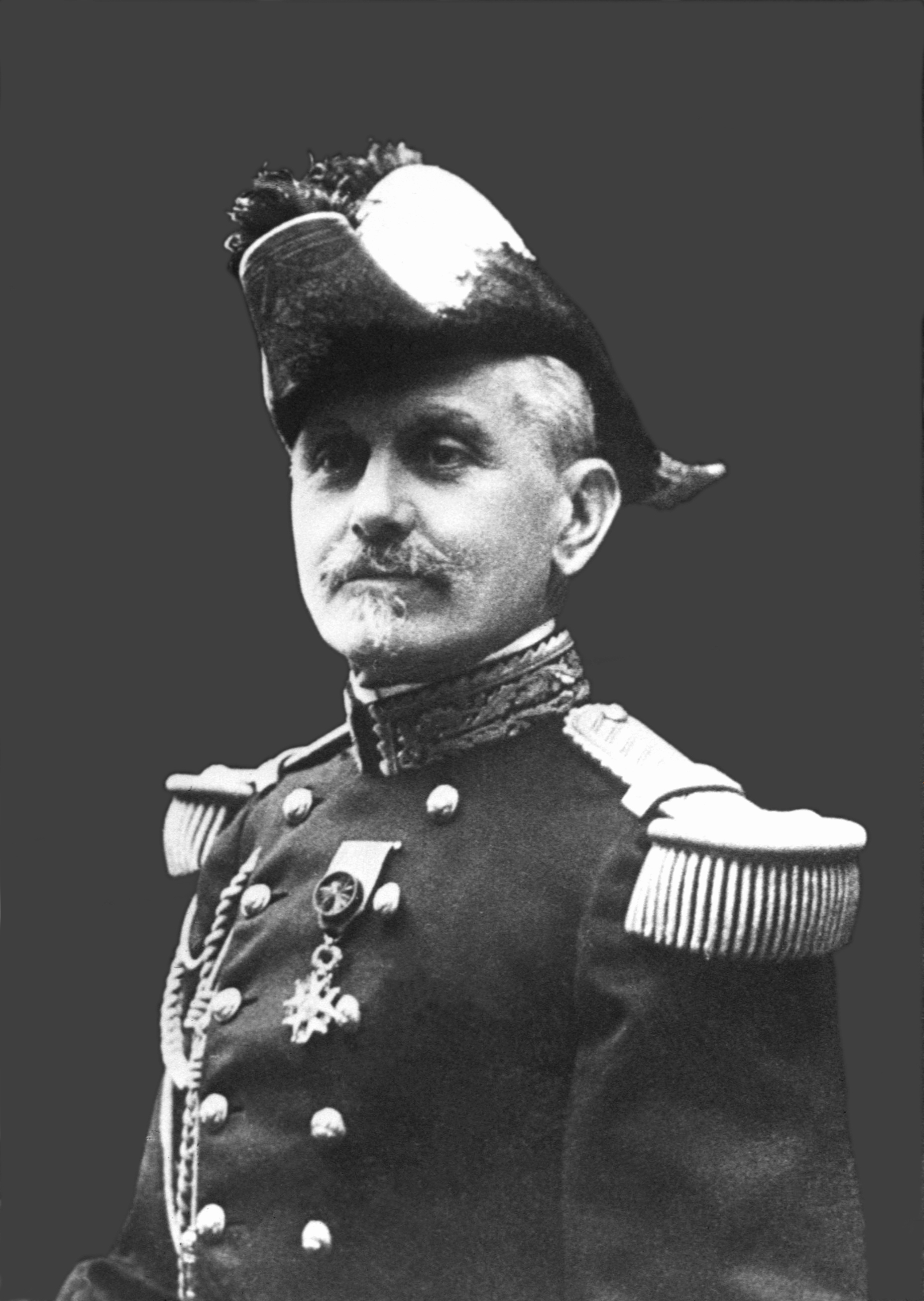
Michel Maunoury

## IV Republika

### Marszałkowie zaVincenta Auriola, 1947–1954
- 1952 – Jean de Lattre de Tassigny (1889–1952), tytuł przyznany pośmiertnie
- 1952 – Philippe Leclerc Hauteclocque (1902–1947), tytuł przyznany pośmiertnie
- 1952 – Alphonse Juin (1888–1967)

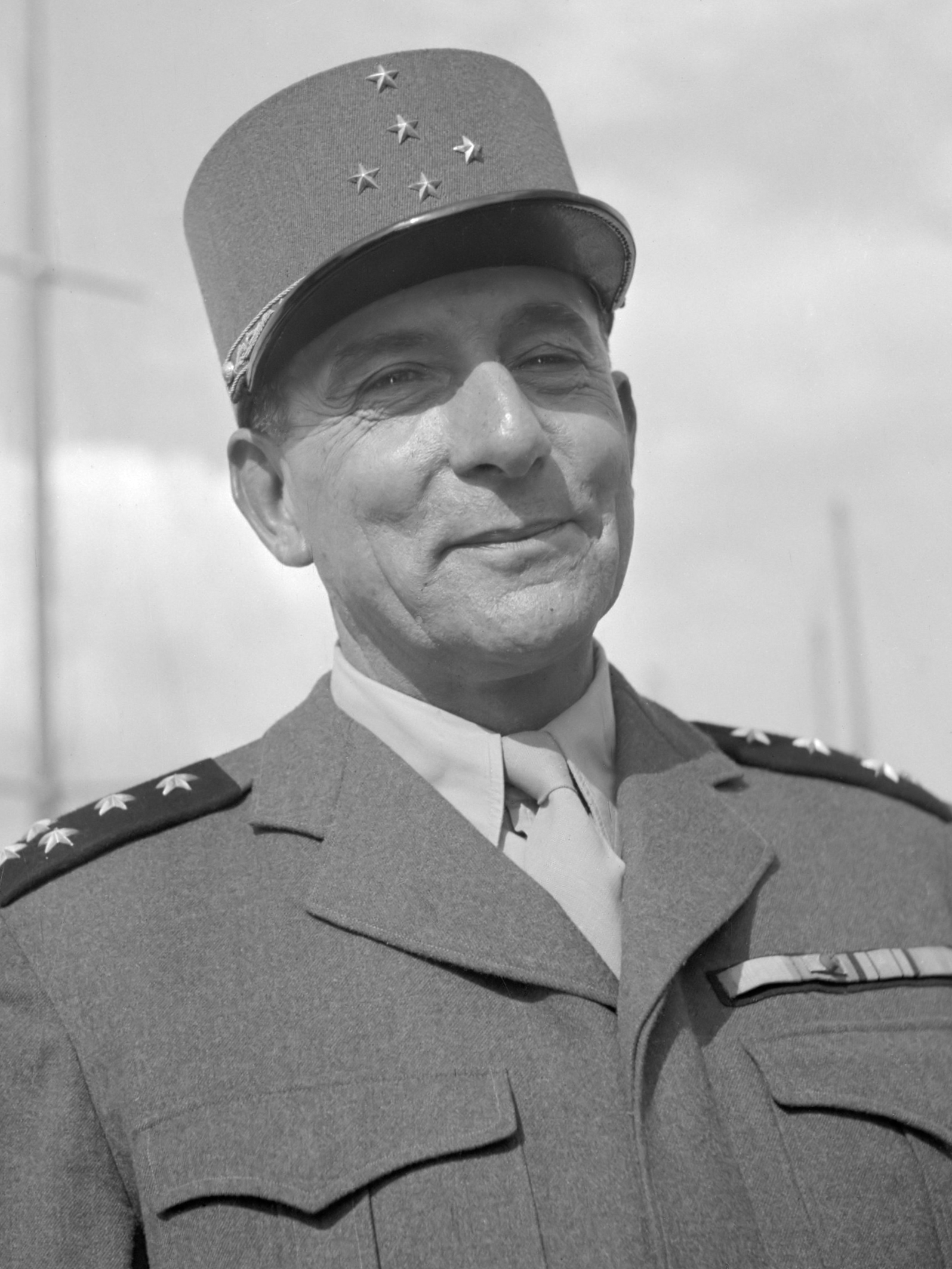
Jean de Lattre de Tassigny
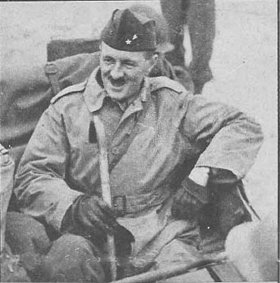
Philippe Leclerc de Hauteclocque
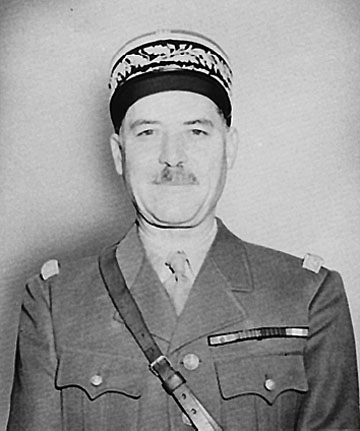
Alphonse Juin

## V Republika

### Marszałkowie zaFrançois Mitterranda, 1981–1995
- 1984 – Marie Pierre Kœnig (1898–1970), tytuł przyznany pośmiertnie

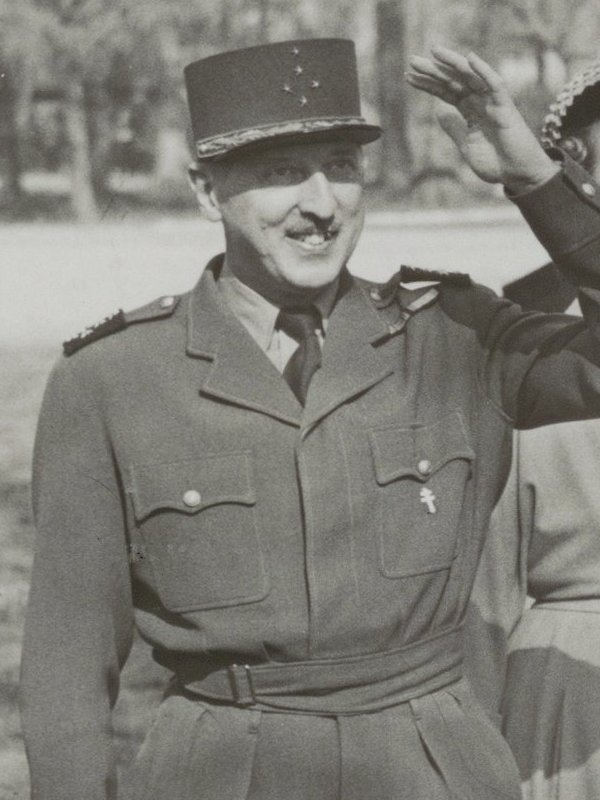
Marie-Pierre Kœnig

## Niedoszli marszałkowie Francji[1]
- gen. dyw. Louis-Eugène Cavaignac (1802–1857) – odmówił przyjęcia tytułu w 1848
- gen. dyw. Louis Jules Trochu (1815–1896) – odmówił przyjęcia tytułu w 1871
- gen. bryg. Charles de Gaulle (1890–1970) – odmówił przyjęcia tytułu w 1946

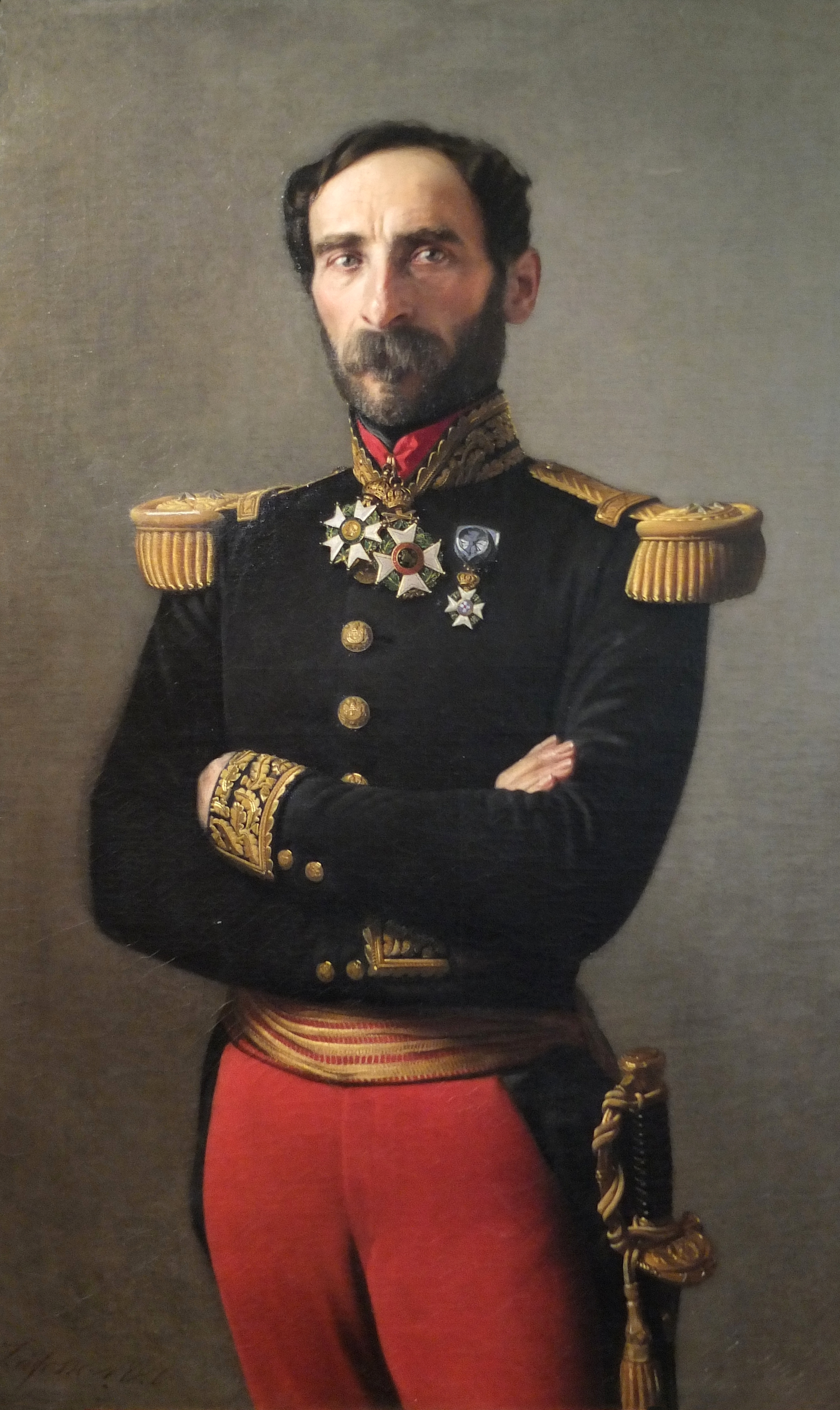
Louis-Eugène Cavaignac
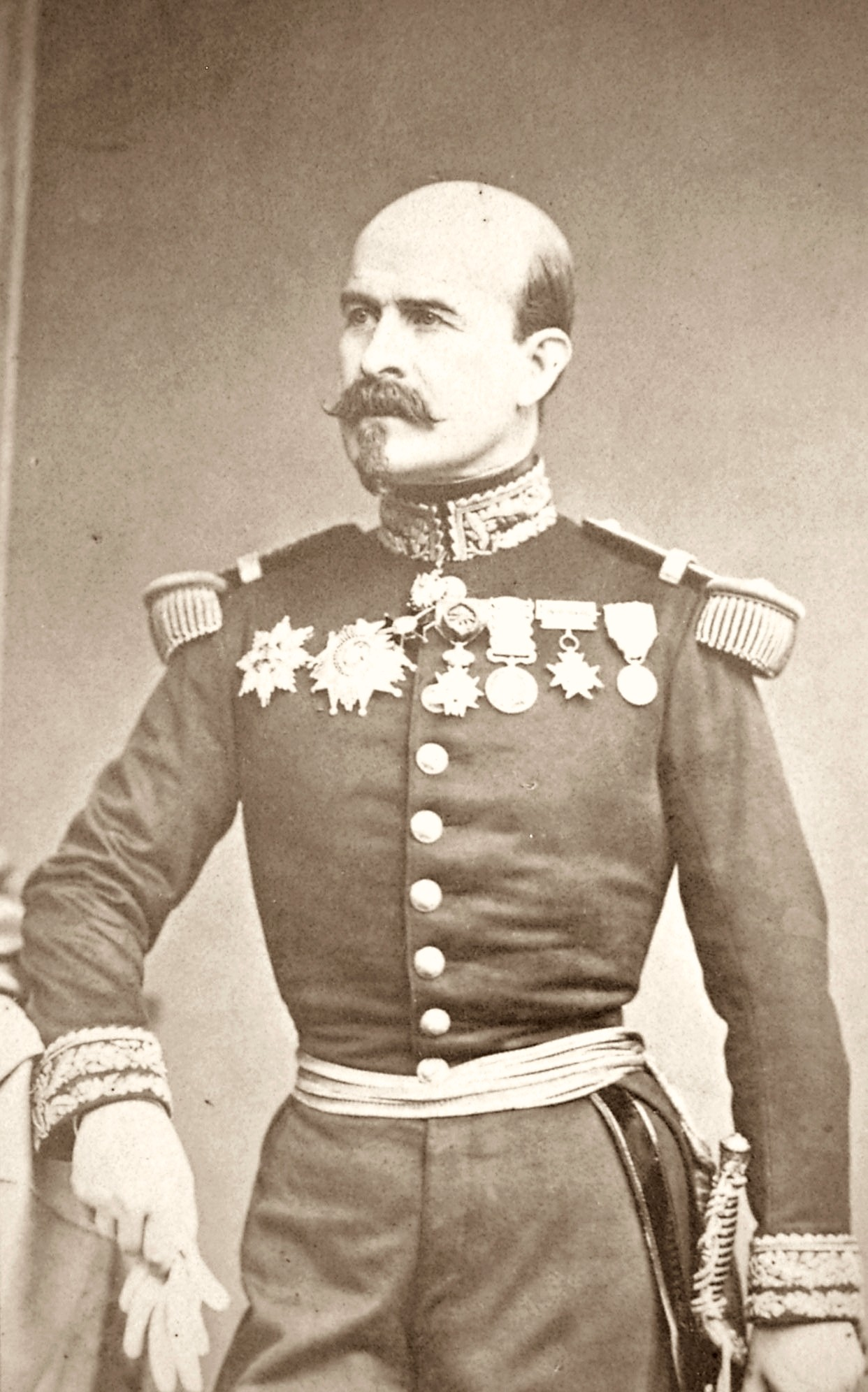
Louis Jules Trochu
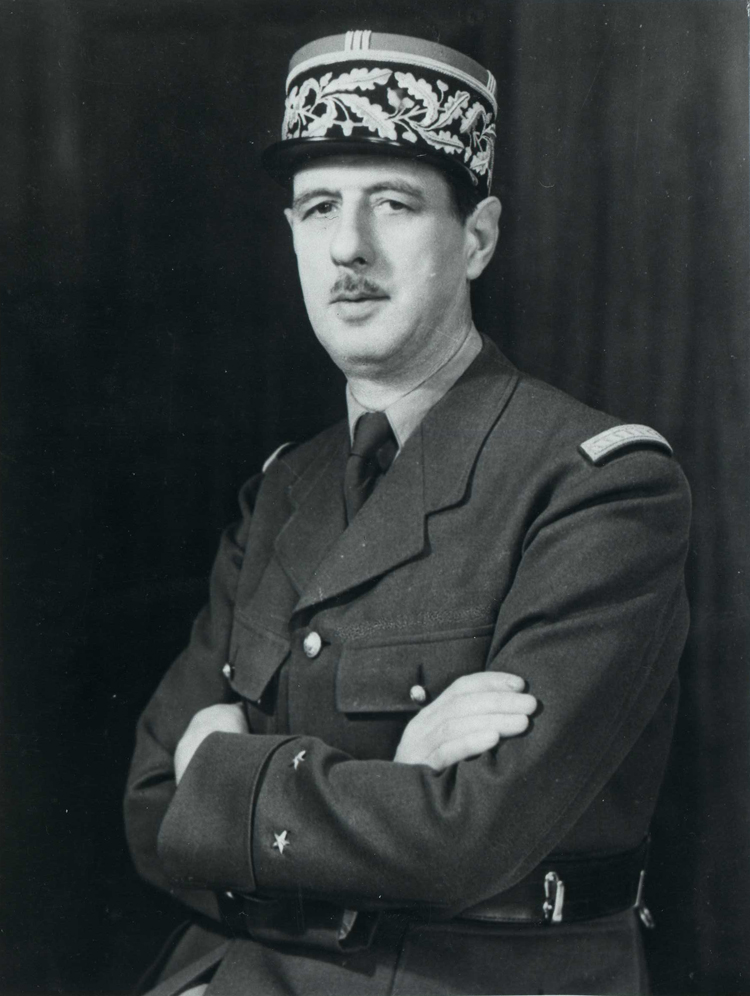
Charles de Gaulle